# Agave millspaughii
Espèce
Agave millspaughii est une espèce de plantes à fleurs de la famille des Asparagaceae (sous-famille des Agavoideae) et du genre des Agaves.

## Description
Plante succulente, Agave millspaughii se présente sous la forme d'une rosette assez ouverte, avec des feuilles vertes, brillantes, concaves, légèrement oblancéolées, lisses, avec des bords munis d'épines rouge-brun (droites et coniques) et se finissant par une épine terminale effilée. Elles mesurent 125 cm de longueur et environ 15 cm de largeur maximales. De manière occasionnelle, la plante produit une remarquable hampe florale paniculée avec des fleurs jaunes.
L'espèce est récoltée pour la première fois en 1905 par les botanistes américains Nathaniel Lord Britton et Charles Frederick Millspaugh sur l'île de Great Exuma aux Bahamas mais a été décrite comme espèce à part entière en 1913 par le botaniste américain William Trelease.

## Distribution et habitat
L'espèce est originaire des Bahamas où elle vit dans les milieux ensoleillés et drainés avec un climat humide.

## Synonymes et variétés
L'espèce ne présente pas de synonyme.